# Adriano Novellini
Adriano Novellini (Mariana Mantovana, 2 settembre 1948) è un ex calciatore italiano, di ruolo attaccante.

## Caratteristiche tecniche
Giocò principalmente nel ruolo di ala, venendo ricordato come una «punta di movimento, ma anche di possesso».

## Carriera
Iniziò a giocare del settore giovanile dell'Atalanta, con la quale debuttò in Serie A nel campionato 1967-1968 segnalandosi subito come una promessa. A Bergamo disputò tre stagioni, e nell'ultima in Serie B giocò 36 partite segnando 8 gol. In questa fase iniziò a essere considerato un potenziale attaccante in prospettiva azzurra, difatti nel 1969 venne schierato nell'Italia under 21 in occasione del vittorioso incontro contro i pari età della Romania (1-0).
Ritenuto un promettente elemento, nell'estate 1970 venne quindi acquistato da una Juventus al centro di un profondo ricambio generazionale, assieme ad altri prospetti quali Landini II, Savoldi II, Spinosi II e Zaniboni. Nel campionato seguente, nonostante si trovasse dietro ad Anastasi e Bettega nelle gerarchie dell'attacco, trovò modo di disputare 9 partite con una rete all'attivo; più importante fu il suo contributo nel cammino in Coppa delle Fiere, che vide i bianconeri finalisti dell'edizione: al primo turno segnò una tripletta ai lussemburghesi del Rumelange, e in seguito realizzò agli olandesi del Twente un gol che si rivelò decisivo per l'approdo della squadra piemontese in semifinale.
Proprio le buone prestazioni fornite in campo europeo gli valsero la conferma a Torino per l'annata successiva, nel corso della quale, a causa della pleurite che costrinse Bettega ad assentarsi a lungo dai campi di gioco, si ritrovò titolare nella seconda parte della stagione, contribuendo attivamente alla conquista del quattordicesimo scudetto juventino.
Ciò nonostante nei mesi seguenti, col ritorno a pieno regime di Bettega e l'ulteriore arrivo in Piemonte del più esperto Altafini, si vide definitivamente precluso uno spazio nell'attacco bianconero; nel mercato di riparazione dell'ottobre 1972 venne quindi ceduto al Bologna, rimanendo in Emilia per un biennio e vincendo con la squadra petroniana la Coppa Italia 1973-1974. Nell'annata seguente avvenne il trasferimento al Cagliari, cui seguì nell'estate 1975 l'approdo al Palermo.
Al termine della stagione 1976-1977 decise di abbandonare il calcio, per poi avere un ripensamento dopo un anno di inattività accettando di giocare in Serie D nelle file del Monteponi Iglesias. L'anno successivo fu ceduto al Carbonia, dove concluse definitivamente la propria carriera nel 1983.

## Palmarès

### Club

#### Competizioni giovanili
- Torneo di Viareggio: 1

Atalanta: 1969

#### Competizioni nazionali
- Campionato italiano: 1

Juventus: 1971-1972
- Coppa Italia: 1

Bologna: 1973-1974